# Jak se vlastně želva hledá?
Jak se vlastně želva hledá? (v anglickém originále Habeas Tortoise) je 1. díl 34. řady (celkem 729.) amerického animovaného seriálu Simpsonovi. Scénář napsala Broti Guptaová a díl režíroval Matthew Faughnan. V USA měl premiéru dne 25. září 2022 na stanici Fox Broadcasting Company, v Česku byl poprvé vydán 14. prosince 2022 na platformě Disney+ s českými titulky a poprvé vysílán v českém znění dne 26. června 2023 na stanici Prima Cool.

## Přijetí

### Sledovanost
Ve Spojených státech díl během premiéry sledovalo 4,15 milionu diváků s ratingem 1,41.

### Kritika
Kritik Tony Sokol z webu Den of Geek dal dílu čtyři hvězdičky z pěti a napsal: „Každá hláška je vtipná a scénář je komicky brilantní v tom, jak se strefuje do komunit, které se točí kolem fake news a ad hoc domněnek. Padoušství zmaří detektivové z křesel, kteří se konečně zvednou z gauče, ale Homer to mohl vyřešit vsedě. Více chytrý nežli komický úvodní díl 34. řady Simpsonových poskytuje smích v nuanční nabídce, která je méně než klasická.“
Marcus Gibson z Bubbleblabberu ohodnotil díl 7,5 body z 10 a napsal: „Není to žádná konspirace, že Jak se vlastně želva hledá? je obstojně příjemný začátek 34. série seriálu. Na Homerově hledání přijetí [ze strany Springfielďanů] není nic moc zvláštního. Přesto úvodní díl nabízí vtipný výlet do Konspirační díry, který odhaluje nebezpečí poskytování falešných teorií a utahuje si z nich. Kdybych si měl vytvořit vlastní konspirační teorii, zněla by, že zbytek série bude stejně zábavný jako tato epizoda.“